# Jelnikar
Jelnikar je priimek v Sloveniji, ki ga je po podatkih Statističnega urada Republike Slovenije na dan 1. januarja 2010 uporabljalo 139 oseb.

## Znani nosilci priimka
- Ana Jelnikar, anglistka, raziskovalka stikov med Indijo in Slovenijo v širšem kontekstu
- Franc (Franjo) Jelnikar (1902 - 1957?), operni pevec
- Igor Jelnikar (1937 - 2024), košarkar
- Janko (Andrej) Jelnikar, fotograf (Mb)
- Marjan Jelnikar (1950 - 2017), filmski-scenski tehnik, fotograf
- Marko Jelnikar (1928 - 2009), vrtnar, načrtovalec parkov
- Miša Jelnikar (*1945), oblikovalka nakita